# Čavoglave
Čavoglave – wieś w Chorwacji, w żupanii szybenicko-knińskiej, w gminie Ružić. W 2011 roku liczyła 168 mieszkańców.

## Charakterystyka
Osada jest położona na wysokości 420 m n.p.m., blisko źródła rzeki Čikoli. Według chorwackiego spisu powszechnego z 2011 roku wioska liczy 175 stałych mieszkańców. Południowy kraniec wioski przecina droga krajowa D56, a konkretnie jej odcinek Drniš–Muć.

## Historia
Čavoglave jest obecne w świadomości narodowej i historii Chorwatów – podczas wojny domowej w I połowie lat 90. oddziały partyzanckie złożone z mieszkańców wioski odparły ataki wojsk Serbów z Krajiny wspieranych przez Jugosłowiańską Armię Ludową. Wydarzenia z tamtego okresu opisuje utwór „Bojna Čavoglave” autorstwa Marka Perkovicia – późniejszego lidera zespołu Thompson, mieszkańca osady i uczestnika działań wojennych.
W osadzie znajduje się kościół poświęcony chorwackim ofiarom wojny domowej, a co roku w święto państwowe 5 sierpnia – Dzień zwycięstwa i ojczyźnianego dziękczynienia oraz obrońców Chorwacji – w wiosce odbywa się koncert charytatywny.
W 1938 roku w Čavoglave urodził się Ante Dabro – rzeźbiarz i pedagog, od lat 60. XX wieku zamieszkały w Australii.